# 涂扩
涂扩（？—？），湖北潜江人，是一名清朝政治人物。
乾隆十五年三月，接替李永书。擔任江蘇荆溪縣知縣。后由张世友接任。涂扩曾于1755年接替李治灏任奉贤县知县一职，1755年由赵锡梅接任。